# Аршакян, Агаси Арамаисович
Агаси Арамаисович Аршакян (арм. Աղասի Արշակյան, 24 июля 1954, Ереван — 25 декабря 2017) — армянский политический деятель, депутат парламента Армении (1999—2007).
- 1970—1975 — Ереванский государственный университет. Экономистстатистик.
- 1971—1975 — был рабочим, мотористом, бетонщиком, ночным сторожем.
- 1975—1978 — работал экономистом, старшим экономистом на Ереванском заводе измерительных приборов ПО «Электроаппарат» министерства приборостроения СССР.
- 1984—1985 — заведующий отделом организации труда и зарплаты научно-опытного завода НПО «Армсельхозмеханизация».
- 1978—1984, 1985—1990 — был старшим бухгалтером, старшим экономистом, заведующим отделом организации труда и зарплаты на ПО «Луйс», затем «Лусин» министерства местной промышленности Армянской ССР.
- 1990—1995 — депутат верховного совета. Заместитель председателя постоянной комиссии по правам человека и вопросам национальных меньшинств.
- 1995—1999 — занимался общественно-политической работой.
- 1999—2003 — был депутатом парламента. Член постоянной комиссии государственно-правовым вопросам. Секретарь фракции «Право и единение».
- 2003—2007 — вновь депутат парламента. Член постоянной комиссии государственно-правовым вопросам. Секретарь фракции «Право и единение».